# Furjanići
Furjanići – wieś w Chorwacji, w żupanii karlowackiej, w mieście Ozalj. W 2011 roku liczyła 32 mieszkańców.